# Graafschapsche Bank
De Graafschapsche Bank was een bank in de Nederlandse stad Zutphen.
De bank werd opgericht in 1900 met een gestort kapitaal van 55.000 gulden, waarin een aantal effectenhandelaren in de regio deelnam. Over 1903 werd een winst van ruim 20.000 gulden behaald waaruit een dividend van 8% over het inmiddels tot 135.000 gestegen aandelenkapitaal werd betaald. In april 1905 werd nog een dividend van 10% over 1904 verwacht.
Op 12 mei 1905, de dag waarop de vergadering van aandeelhouders werd gehouden, schoot de directeur van de bank zichzelf en zijn vrouw dood. Enkele dagen later werd de bank failliet verklaard. Op de verificatievergadering in oktober 1905 bleek dat het faillissement was veroorzaakt door speculatie en het verlenen van onverantwoorde kredieten. Uiteindelijk werd in januari 1907 aan concurrente crediteuren bijna 100% uitbetaald.